# 黑毛巨竹
黑毛巨竹（学名：Gigantochloa nigrociliata）为禾本科巨竹属下的一个种。产中国云南西双版纳，香港有栽培。生于海拔500-800米的热带季雨林区，河边或溪水边。也分布于印度、缅甸、泰国和印度尼西亚。模式标本采自印度尼西亚爪哇。